# Sinagoga Salat Alzama
A Sinagoga Salat Alzama ou Slat el Azama, Al Zama ou Lazama (em hebraico: בית הכנסת צלאת אל עזמה) é uma sinagoga situada na cidade de Marraquexe, Marrocos.
Inicialmente construída em 1492, o ano em que os judeus foram expulsos de Espanha, o edifício atual data da viragem do século XIX para o século XX e situa-se na mellah (bairro judeu) da almedina (centro histórico), fazendo parte de uma série de construções que rodeiam um grande pátio central bem cuidado. Os judeus de Marraquexe consideram-na a sinagoga mais antiga da cidade. O seu nome significa "Sinagoga dos Dissidentes". Atualmente é ocupada por uma família muçulmana, a qual está encarregada de zelar por ela.
Segundo a lenda, a sinagoga foi construída no período do Segundo Templo por judeus que nunca tinham vivido em Eretz Israel e não tinham presenciado a destruição do Templo. Em consequência disso, não se lhes aplicavam os rituais e proibições que afetam outros judeus e comiam carne durante todo o período entre 17 de Tamuz e 9 de Av (as datas em que, segundo a tradição, ambos os templos foram destruídos).
O lado oriental foi renovado depois da década de 1950, tendo sido adicionada uma ala para mulheres (ezrat nashim), algo único em Marrocos, onde a tradição é que as mulheres permaneçam numa divisão separada, à entrada da sinagoga. A arca original de madeira foi substituída por uma de mármore, que se encontra junto à parede oriental. Os apontamentos desenhados na década de 1950 pelo arquiteto Yaacov Finkerfeld demonstram que não existia o espaço acima referido para as mulheres e que o interior era dividido em duas naves por quatro colunas. As paredes estão pintadas. No piso superior existe uma yeshivá (escola talmúdica), um  refeitório de caridade de um centro comunitário.